# Women on Waves
- ウィメン・オン・ウェーブス[1][2]
- ウィミン・オン・ウェーブ[3]

Women on Waves（WoW、ウィメン・オン・ウェーブス）は、妊娠中絶が制限されている国の女性にリプロダクティブ・ヘルス、特に妊娠中絶（以下、中絶）に関するサービスと教育を提供を目的とするオランダの非営利団体である。1999年に、オランダ人医師のレベッカ・ゴンパーツによって創設された。個人個人への生殖や避妊に関するカウンセリング、ワークショップや、予期していない妊娠についての教育など、多数のサービスを提供する。ワークショップは、弁護士、医師、芸術家、作家、医療系活動家や、避妊やRU-486を使うDIYの妊娠中絶について学ぼうとしている男女など、広い範囲の人に向けて行われている。WoWの参加者やボランティアは、たびたび、中絶ないし避妊に反対する行政機関や、宗教団体、地元のグループなどから、批判の的となっている。しかし、WoWが来訪する国では中絶についての議論が再熱しており、そのことについては一定の評価を得ている。

## A-Portable
A-Portable（エー・ポータブル）は、オランダ人のユップ・ファン・リースハウトによって設計された、輸送用コンテイナーを改造した、婦人科の移動診療所である。WoWによって提供されるサービスは、ほとんどA-Portableで行われる。A-Portableは、傭船に取り付けることができる。WoWが借りた船である国に来たときに、女性は予約を取って、WoWの傭船に乗る。船はそのあと海岸から20kmほど離れ、公海へと航行する。公海では、オランダで登録された船はオランダの法律が適用されるため、中絶が合法となり、中絶を含む広い範囲のリプロダクティブ・ヘルスのサービスがA-Portable内で提供される。A-Portableは、水色にペイントされ、横にはWoWのロゴが描かれている。
この移動診療所は、婦人科に必要な機能をすべて備えており、避妊についてのカウンセリングや、超音波検査、そして、手術や薬剤による妊娠中絶を提供できる。通常、2人の医師と1人の看護婦がいるが、教育やカウンセリングの提供も必要になるため、訓練済みのボランティアも同行することになっている。なお、スタッフ及びボランティアは全員女性である。 
A-Portableは、移動診療所だけでなく、芸術品でもあると考えられている。もともと、A-Portableを設計するための基金は、オランダ語で「視覚芸術と文化遺産のための公的資金」を意味するMondriaan Foundationから出されていた。それだけでなく、A-Portableは、多数の展示会にも出展されている。 イギリスの美術史家であるクレア・ビショップは、A-Portableを「新しい政治的芸術」と評した。

## 航海
2002年、オランダ議会での議論を経て、オランダ保険大臣であるエルス・ボルストは、WoWのボート「オーロラ」上の医療関係者が、RU-486という中絶薬を提供することを許可した。ボルストは、この決定は、オランダ政府の女性の性的自立についての立場に従ったものだと説明し、妊娠9週以下の女性に、婦人科医の立会いの下でのみ、中絶薬を提供することが可能であるとした。

### アイルランド
Women on Wavesは、2001年、初めての航海を行い、「オーロラ」でアイルランドへ行った。船には、2人のオランダ人医師と1人のオランダ人看護婦が搭乗した。航海の理由は、当時ヨーロッパ内で最も厳しい中絶の規制が行われていたアイルランドの中絶法を廃止する動きを促進するためであった。アイルランドでの行程中、オランダの法律に基づき、WoWは手術や薬の投与はできず、。オーロラは、ダブリン港を訪れ、女性達をのせて公海へ行き、中絶や中絶役についての教育を行った（中絶に関することについて議論することは、アイルランドでは禁止されていた）。WoWによる全てのサービスは無料で提供され、約300人の女性が参加した。
2016年、WoWは現地の中絶賛成派の団体と協力し、ドローンとスピードボートを使って、当時中絶が違法だった北アイルランドに中絶薬を届けた。

### ポーランド
2003年、WoWは小舟のLangenortでポーランドへ航行した。WoWはポーランドへ中絶薬であるRU-486をポーランドに持ち入り、中絶を規制するポーランド法の違反で告発された。艇泊中、中絶反対派は、Langenortに偽の血（赤いペンキ）や卵を投げつけた。4か月後、ポーランド政府は証拠不十分で告発を取り下げた。ポーランドの公式世論調査組織である世論調査センターによると、WoWの訪問以前はポーランド人口の44%だった中絶法廃止派が、訪問後は56%に増えていた。2015年、WoWはドイツのフランクフルトからポーランドのスウビツェに中絶薬を持ったドローンを飛ばした。ドイツ警察はドローンを止めようとしたが、成功しなかった。ポーランド警察は、ドローンとドローン操縦者のiPadを没収した。

### ポルトガル
2004年、船「Borndiep」が、A-Portableと共にポルトガルの領海に入ろうとしたが、海軍の軍艦に物理的に阻止された。しかし2009年、欧州人権裁判所は、Women on Wavesおよびその他対ポルトガル（Women on Waves and Others v. Portgual）事件で、原告（WoW側）勝訴とする判決を下した。裁判所は、ポルトガル側は中絶制限法を施行する権利を有するとしたうえで、船に乗っていた中絶薬を没収するなどの安全な方法で法を施行することはできたとした。

### スペイン
2008年、WoWはスペインのバレンシアに訪問した。訪問中、WoWは様々な反応を受けた。カトリック通信社は、以下のように報道した。
10月18日、40人あまりのフェミニスト達がプロライフのデモに反対するために集まった。彼らは燃えている協会の写真に「燃える教会だけが、光を灯してくれる。集まろう！」というキャプションを付け、その写真と共にマッチの箱を配っていた。
10月19日、フェミニストたちはマッチを配ろうと再び集まっていたが、多数のプロライフ派の集団が中絶船がドックされていた港に集まったのを見て、解散した。—カトリック通信社、
船が両派のデモ参加者の近くでドックしようとしたとき、港湾警備隊が投げ縄を船の舵に投げ、港から遠ざけようと試みた。

### モロッコ
2012年、WoWはある団体によってモロッコへ招待された。同年10月3日、WoWがモロッコ北部タンジェから東に約40kmのSmir港へ入港しようとしたが阻まれ、出航を命じられた。WoWがイスラム教国への入国を試みることは初めてであった。同港付近では、中絶に反対する人々によってデモが展開され、創設者のレベッカ・ゴンパーツはデモ参加者によって、「テロリスト」や「暗殺者」などの罵声を浴びせられた。同国厚生相は、WoWの入港及びモロッコ非居住者による中絶処置は許可しない旨の声明を発表した。

### グアテマラ
2017年2月22日、WoWの船がグアテマラのプエルト・サンホゼに入港した。訪問は5日間に渡る（公海に出て中絶手術を無料で行う）予定だったが、グアテマラ海軍はジミー・モラレス大統領（当時）の指示に従い、「この団体（Women on Waves）が国内で活動することを許可しない」などという申し立てを検察当局へ行った。翌日23日、記者会見が予定されていたが始まったがすぐに中断され、WoWの活動を阻止するため、軍によって封鎖措置が取られた。カトリック信仰者、宗教指導者や政治家たちは、WoWの目的を公然と非難した。政治家のラウル・ロメロは、船のグアテマラへの到着を「死のボートがグアテマラに着いた」と表現した。結局、WoWの船は軍艦によって公海へ立ち退くことを余儀なくされた。強制的な立ち退きへの理由については、彼らが入国審査官に対し、中絶を目的とする保健機関であることを隠して観光客だと嘘をついたから、との説明がなされた。

### メキシコ
2017年4月、WoWの船がメキシコのイスタパ・ジワタネホに到着した。メキシコでは、中絶は国内のほとんどで違法だった。乗組員たちは、中絶を求めていた女性2人を乗せ、メキシコの法律が適用されない公海まで行き、中絶を行った。

## ドキュメンタリー
2014年、ダイアナ・ホイッテンによる、WoWに焦点を当てたドキュメンタリー「ヴェッセル」がアメリカ合衆国テキサス州で行われていたサウス・バイ・サウスウエストの映画祭で公開された。ヴェッセルは、多数の賞を獲得した。